# 1627
| 1627               |
| ------------------ |
| Dødsfald - Fødsler |
|                    |

| Gregoriansk kalender | 1627 MDCXXVII           |
| Ab urbe condita      | 2380                    |
| Armensk kalender     | 1076 ԹՎ ՌՀԶ             |
| Kinesiske kalender   | 4323 – 4324 丙寅 – 丁卯 |
| Etiopisk kalender    | 1619 – 1620             |
| Jødisk kalender      | 5387 – 5388             |
| Hindukalendere       |                         |
| - Vikram Samvat      | 1682 – 1683             |
| - Shaka Samvat       | 1549 – 1550             |
| - Kali Yuga          | 4728 – 4729             |
| Iransk kalender      | 1005 – 1006             |
| Islamisk kalender    | 1036 – 1037             |

Konge i Danmark: Christian 4. 1588-1648
Se også 1627 (tal)

## Begivenheder
- Den tyske kejsers tropper, under ledelse af Wallenstein, plyndrer Jylland , efter Christian 4.s nederlag i Trediveårskrigen
- Omkring 400 islændinge blev bortført som slaver til Nordafrika af muslimske korsarer.[1]
- Den sidste levende urokse blev dræbt i Jaktorów-skoven i Polen

## Født
- 25. januar fødes den irske videnskabsmand Robert Boyle (død 1691).

## Dødsfald
- 21. oktober - Frederik de Houtman, hollandsk søfarer og opdagelsesrejsende (født 1571)